# 布达佩斯东站
布达佩斯东站（匈牙利語：Budapest Keleti pályaudvar），匈牙利首都布达佩斯市的一个火车站，为匈牙利主要的城际车站、国际车站。布达佩斯东站位于拉科齐大街的尽头。
该火车站的主要目的地有索菲亚、萨格勒布、布拉格、柏林、汉堡、慕尼黑、华沙、贝尔格莱德等。

## 图片集

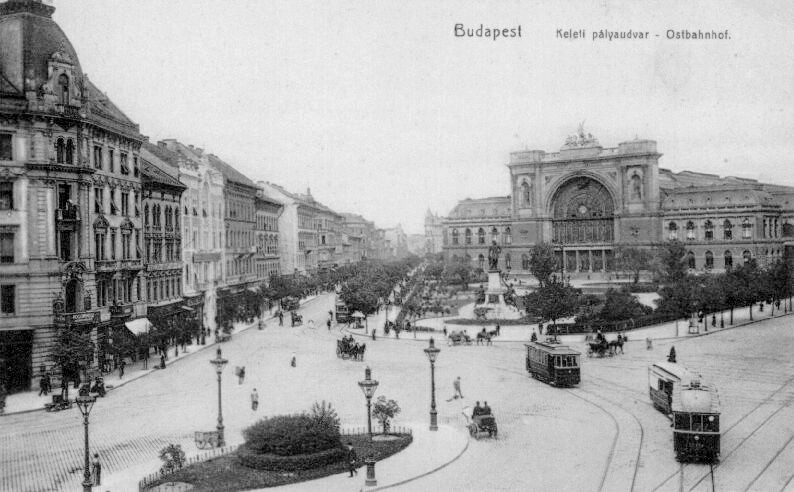
1900年左右的车站
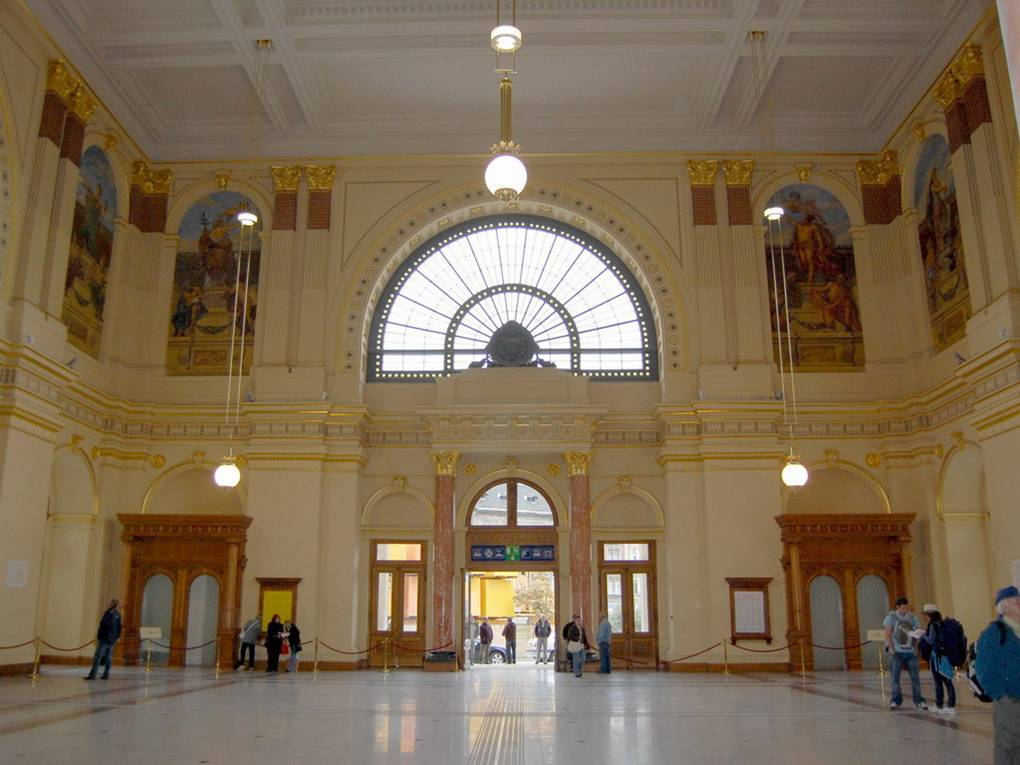
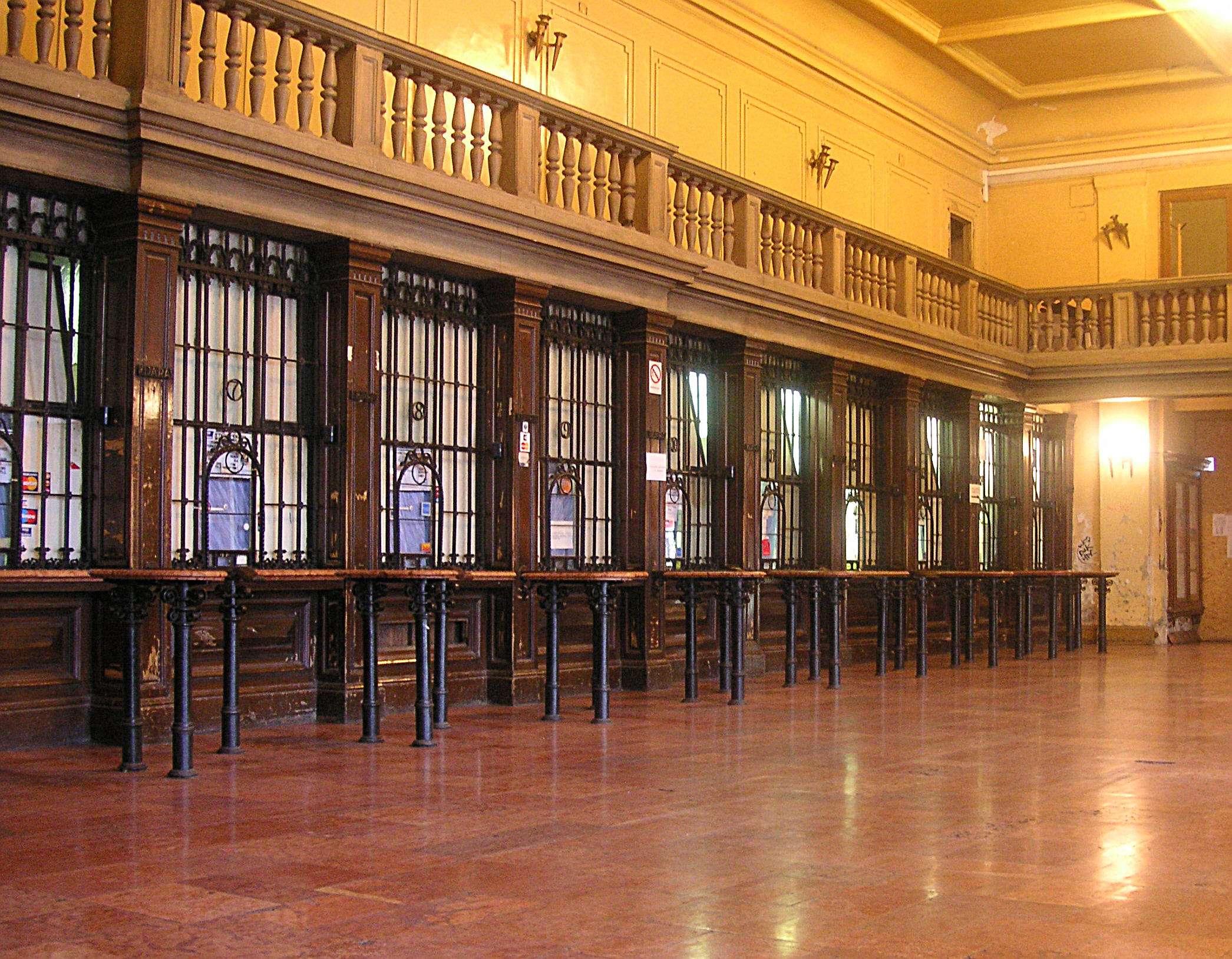
旧检票厅
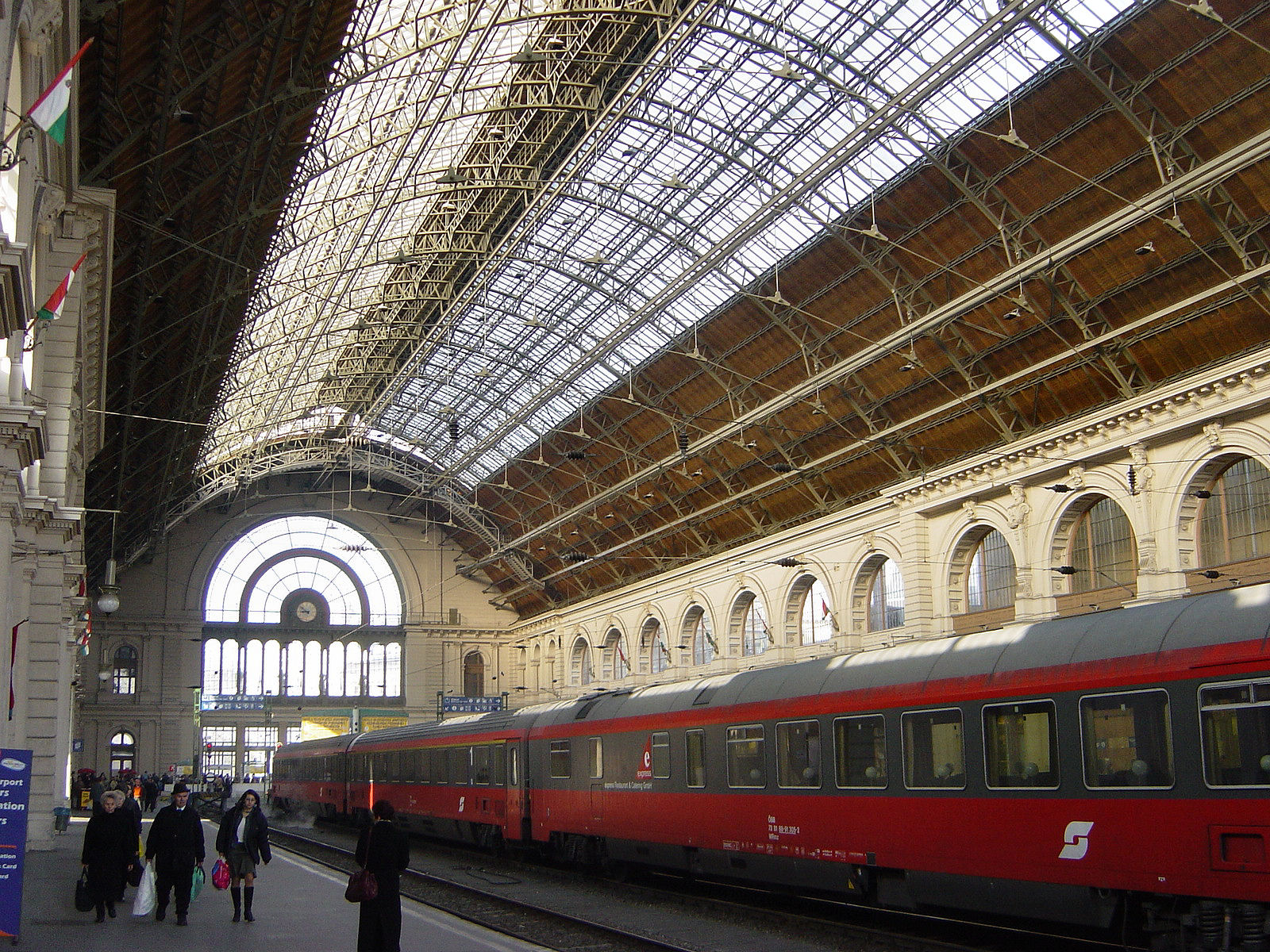
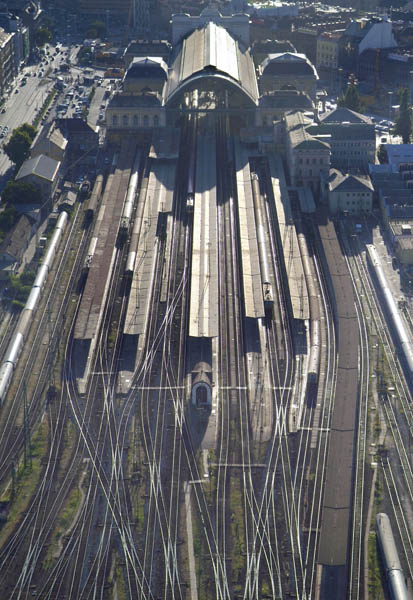
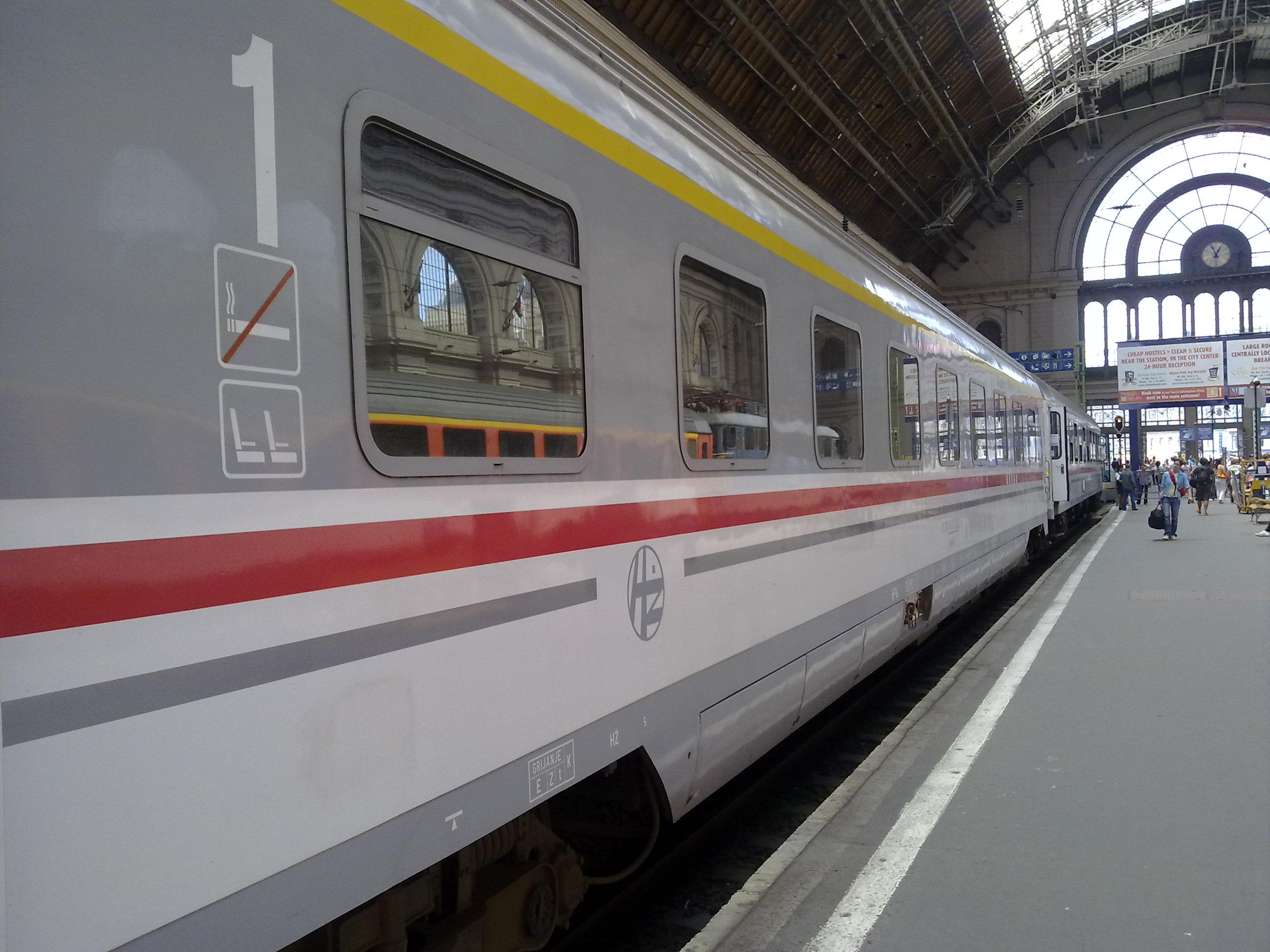